# Poeciliopsis scarlli
 Poeciliopsis scarlli és un peix de la família dels pecílids i de l'ordre dels ciprinodontiformes.

## Morfologia
Els mascles poden assolir els 3 cm de longitud total i les femelles els 4,5.

## Distribució geogràfica
Es troba a Mèxic.